# Gabriel Milovich
Gabriel Milovich (Presidencia Roque Sáenz Peña, Chaco, 16 de agosto de 1960) es un exjugador de baloncesto argentino. Además de actuar profesionalmente en equipos de Argentina y Brasil, representó a su país en la Copa Mundial de Baloncesto de 1986 y 1990 entre otros torneos.

## Trayectoria
Durante su juventud, Milovich jugó al voleibol y al baloncesto en el club Unión Gimnástica Sokol y en el Colegio Don Orione, ambos de la localidad chaqueña de Presidencia Roque Sáenz Peña. Integró el seleccionado provincial en ambas disciplinas deportivas, pero fue la conquista del Campeonato Argentino Juvenil de Básquet en 1976 lo que lo terminó de inclinar por el baloncesto.
En 1977 fichó con Unión Progresista de Villa Ángela. Con ese club disputaría ese mismo año la final del Campeonato Argentino de Clubes en la ciudad de San Fernando del Valle de Catamarca, cayendo derrotados ante Lanús. En 1979 su equipo se coronaría campeón del Torneo Provincial de Básquetbol del Chaco y jugaría unos recordados partidos de exhibición como local contra el KK Partizan, que se encontraba de gira por la Argentina. 
Requerido por varios de los más importantes clubes de baloncesto de su país, tomó la decisión de unirse a Obras Sanitarias en 1981. Actuó a la par de Héctor Campana, Esteban Camisassa, Eduardo Cadillac y otros jugadores con los que conquistaría el Campeonato Argentino de Clubes de 1982 y la Copa Intercontinental FIBA 1983.
Permaneció en el club porteño hasta 1985, año en que migró a Brasil con el propósito de jugar en el Matilde Zacarias de Presidente Prudente.
Retornó al año siguiente para unirse a Unión de Santa Fe y hacer así su debut en la Liga Nacional de Básquet. Posteriormente también jugaría en Deportivo San Andrés y Gimnasia y Esgrima de Comodoro Rivadavia, antes de llegar a Regatas San Nicolás, equipo con el que competiría en la primera y en la segunda división del baloncesto profesional argentino hasta retirarse definitivamente de la actividad.

## Selección nacional
Milovich formó parte del combinado nacional que terminó tercero en el Campeonato Mundial de Baloncesto Juvenil de 1979.
Con la selección mayor debutó en el Torneo de las Américas de 1980, obteniendo la clasificación a los Juegos Olímpicos de Moscú 1980 (a los cuales Argentina no asistió por adherir al boicot internacional contra el evento). Posteriormente jugaría otra edición del campeonato continental (el Torneo de las Américas de 1984), dos ediciones de los Juegos Panamericanos (1983 y 1987) y dos ediciones de la Copa Mundial de Baloncesto (1986 y 1990).

## Vida privada
Milovich estudió medicina en la Universidad Nacional del Nordeste y en la Universidad de Buenos Aires, graduándose y especializándose posteriormente en el campo de la medicina deportiva. Además es empresario agrario en el Chaco.
El exjugador fue uno de los fundadores del partido político Propuesta Republicana (PRO) en su distrito.
Asimismo se ha desempeñado en puestos directivos en la Asociación Saenzpeñense de Básquet y en la Federación Chaqueña de Básquetbol. 
Es padre de Máximo Milovich, quien ha jugado en selecciones juveniles de baloncesto de Argentina y actualmente compite en la División II de la NCAA.